# Universidade de Tel Aviv
Esta página contém alguns caracteres especiais e é possível que a impressão não corresponda ao artigo original.

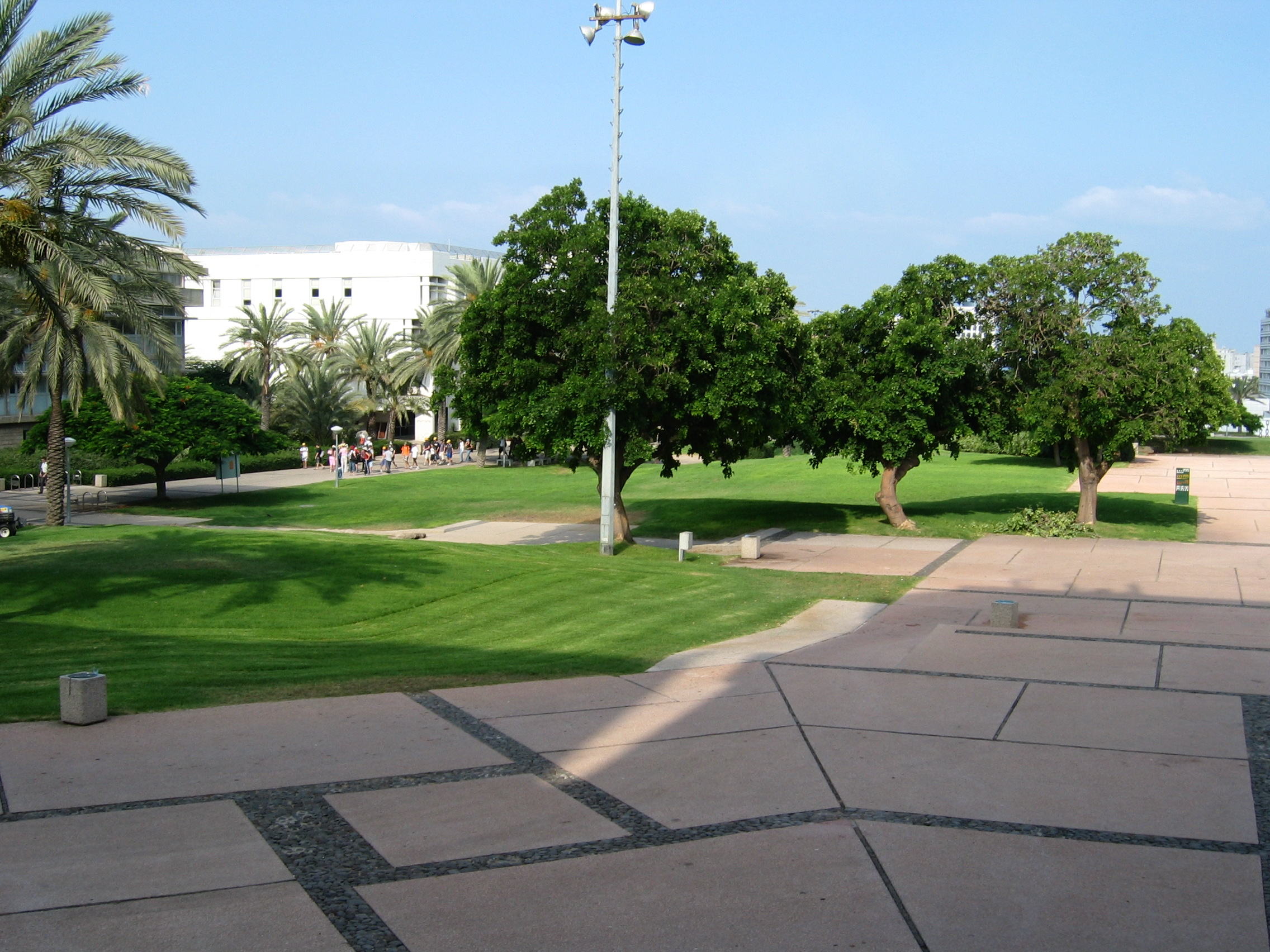
Universidade de Tel Aviv

A Universidade de Tel Aviv (TAU) (em hebraico:  אוּנִיבֶרְסִיטַת תֵּל-אָבִיב; Universitat Tel Aviv) é uma das maiores universidades de Israel.
Foi fundada em 1956, em resultado da fusão da escola de lei e de economia de Tel Aviv, um Instituto de Ciências Naturais e um Instituto de estudos judaicos.
Em 1963 recebeu a sua autonomia da municipalidade de Tel Aviv, na mesma altura em que os seus campi foram estabelecidos em Ramat Aviv, um subúrbio no norte de Tel Aviv.
A Universidade possui actualmente 9 faculdades, 106 departamentos e 90 institutos de pesquisa.

## Campus

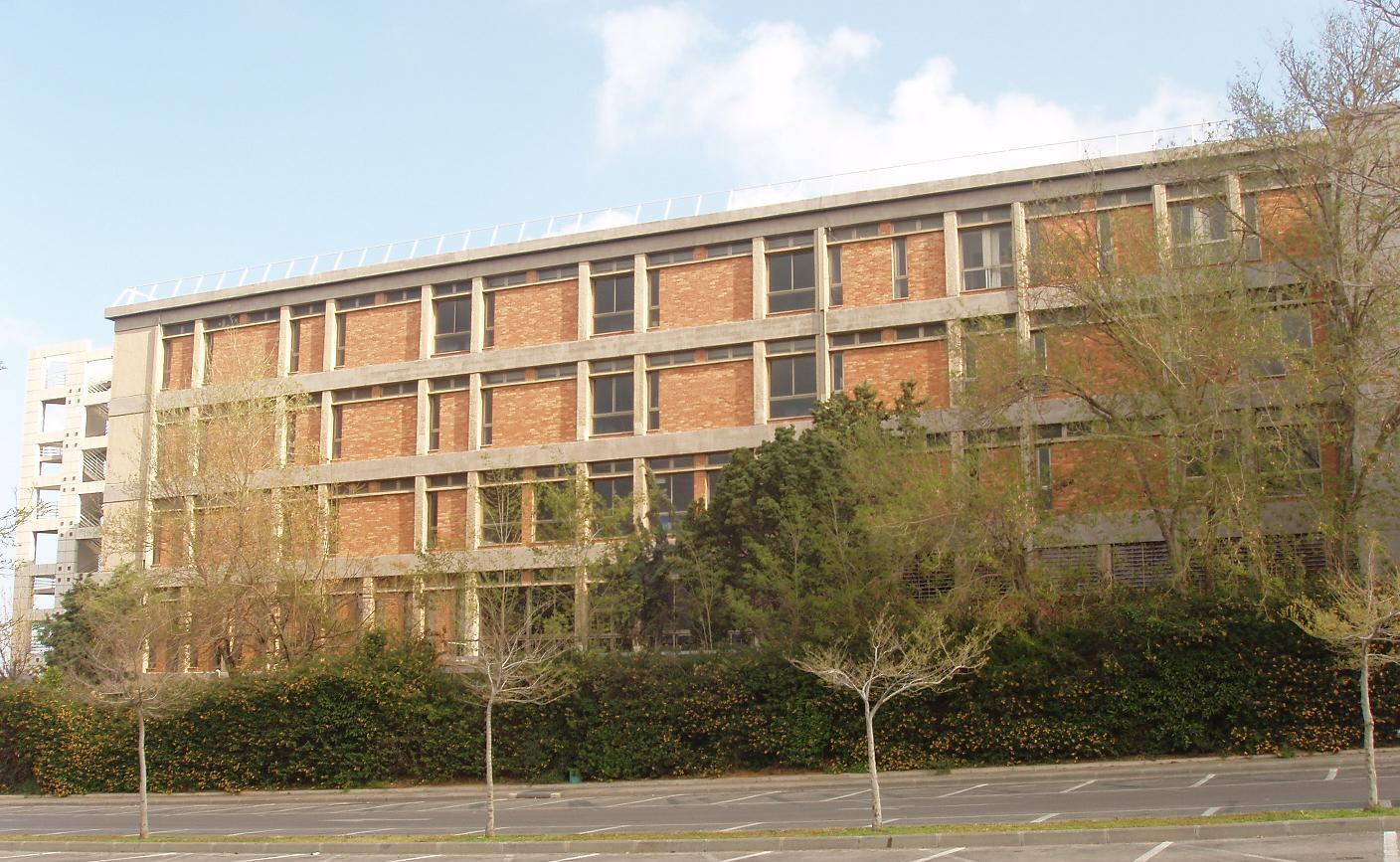
בניין טרובוביץ Faculdade de direito

## As nove faculdades
(Uma lista não ordenada por nenhum critério em particular)
- - Faculdade Katz das Artes
  - Faculdade Fleischman de Engenharia
  - Faculdade Sackler de Ciências exatas
    - Observatório Wise em Mitzpe Ramon

  - Faculdade Entin de Humanidades
  - Faculdade Buchmann de Direito
  - Faculdade Wise de ciências da vida
  - Faculdade de Gestão
  - Faculdade Sackler de Medicina
  - Faculdade Gordon de Ciências Sociais